# خلیفه بن سلمان آل خلیفه
خلیفه بن سلمان آل خلیفه (به عربی: خليفة بن سلمان آل خليفة) (زاده ۲۴ نوامبر ۱۹۳۵ – درگذشته ۱۱ نوامبر ۲۰۲۰) نخستین نخست‌وزیر کشور بحرین بود. او عموی حمد بن عیسی آل خلیفه، امیر و پادشاه بحرین (از ۱۹۹۹ تاکنون) و برادر تنی عیسی بن سلمان آل خلیفه، امیر بحرین (۱۹۹۹-۱۹۶۱) بود.